# ملاقات با طوطی
ملاقات با طوطی فیلمی به کارگردانی و نویسندگی علیرضا داوودنژاد و تهیه‌کنندگی حسن توکل‌نیا و علیرضا داوودنژاد محصول سال ۱۳۸۲ است.

## داستان
مجید و نسیم زن و شوهر جوان و عاشق، با هم زندگی شیرینی را می‌گذرانند. مجید نزد پدر نسیم کار می‌کند، اما مجید پس از مدتی به کارهای پدر زن خود مشکوک می‌شود، پدر نسیم با آگاهی از این موضوع توطئه‌ای را طرح می‌کند تا او را از سر راهش بردارد. مجید در یک صحنه‌سازی به جرم قتل دستگیر و راهی زندان می‌شود. نسیم با وجود تمام تلاشش نمی‌تواند حکم اعدام مجید را لغو یا به تعویق بیندازد. نسیم که در بهزیستی کار می‌کند، از سوی یکی از تحت درمان‌های خود (زنی به نام ثریا) با دو زن دیگر (قرقی و شراره) آشنا می‌شود و چون آنها از موضوع مجید و نسیم آگاهی دارند به او پیشنهاد می‌کنند که مجید را در مسیر زندان به محل اعدام بربایند، و به خاطر این کار پول زیادی را از او طلب می‌کنند. در ابتدا نسیم این موضوع را جدی نمی‌گیرد، نسیم در ملاقاتی با مجید به شخصی مهم به نام طوطی معرفی می‌شود. طوطی، نسیم را برای رسیدن به هدفش به شخصی به نام صابر معرفی می‌کند (به شرطی که پس از موفقیت از طریق اینترنت افشاگری کنند). صابر شرط همراهی خود را صد میلیون تومان پول نقد بیان می‌کند. دختران برای تأمین پول فوق به اضافه دستمزد بقیه افراد، از شرکت پدر نسیم با طراحی مناسب دزدی می‌کنند. اما صابر پس از آموزش‌های لازم افراد خود درست روز قبل از عملیات به سفارش طوطی آنها را تنها می‌گذارد. نسیم و بقیه به ناچار مأموریت خود را دنبال می‌کنند و روز مقرر مجید را نجات می‌دهند. صابر با سفارش‌های روح زن خود در آخرین لحظه به کمک آنها می‌آید و تنها کشته این عملیات نیز هست. پدر نسیم با نقشه طوطی در یک ترور ساختگی کشته می‌شود و از این پس با هویت جدید به مأموریت تازه می‌رود، مجید و نسیم از طریق اینترنت افشاگری می‌کنند ولی در پایان دستگیر می‌شوند.

## بازیگران
| بازیگران          | نقشهایشان    |
| ----------------- | ------------ |
| مهتاب کرامتی      | نسیم         |
| محمدرضا فروتن     | مجید         |
| میترا حجار        | شراره        |
| مرجان شیرمحمدی    | ثریا         |
| ماهایا پطروسیان   | قرقی         |
| محمدرضا داوودنژاد | صابر         |
| داوود رشیدی       | پدر نسیم     |
| ایرج نوذری        | طوطی         |
| نادیا دلدار گلچین | مادر نسیم    |
| زهرا داوودنژاد    | زن صابر      |
| صغری عبیسی        | مادر ثریا    |
| یوسف پشندی        | پدر قرقی     |
| شاهین جعفری       | حسابدار شرکت |
| سعید پیردوست      | صاحب کافه    |

## جشنواره‌ها
فیلم ملاقات با طوطی در بیست و دومین دوره جشنواره فیلم فجر (۱۳۸۲) حضور داشته‌است.
همچنین این فیلم در بخش بهترین جلوه‌های ویژه (داوود رسولیان - علیرضا زرین‌دست - نجف فتاحی) کاندیدا مسابقات بوده‌است.